# Nyatnyono
Nyatnyono is een bestuurslaag in het regentschap Semarang van de provincie Midden-Java, Indonesië. Nyatnyono telt 6907 inwoners (volkstelling 2010).